# Nora Holstad Berge
Nora Helstad Berge née le 26 mars 1987, est une footballeuse internationale norvégienne évoluant au poste de défenseur. Elle joue avec le club de North Carolina Courage et en équipe de Norvège.

## Biographie

### Parcours en équipe nationale
Nora reçoit sa première sélection en équipe de Norvège le 2 mars 2011, face à la Finlande (victoire 2-1). Elle marque son premier but le 14 juin 2014, face à la Grèce (victoire 6-0).

## Palmarès

### En sélection
- Finaliste du championnat d'Europe en 2013

### En club

#### Avec  Kolbotn IL
- Championne de Norvège en 2006
- Vice-championne de Norvège en 2007
- Vainqueur de la Coupe de Norvège en 2007

#### Avec Linköpings FC
- Vainqueur de la Supercoupe de Suède en 2010

#### Avec Bayern Munich
- Championne d'Allemagne en 2015 et 2016
- Vice-championne d'Allemagne en 2017